# Tocantins (rzeka)

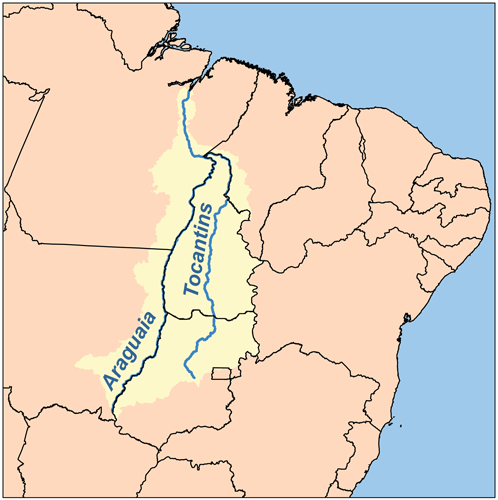
Dorzecze Tocantins

Tocantins – rzeka w Ameryce Południowej we wschodniej Brazylii. Długość rzeki wynosi 2850 km, zaś powierzchnia dorzecza 840 tys. km². Przepływa przez stany Tocantins oraz Maranhão.
Główne dopływy to: Manuel Alves i Araguaia.